# Fitz and The Tantrums
Pour les articles homonymes, voir Fitz.
Fitz and The Tantrums est un groupe de neo soul américain formé en 2008 à Los Angeles.

## Discographie
- 2010 : Pickin' Up the Pieces (en)
- 2013 : More Than Just a Dream (en)
- 2016: Fitz and the Tantrums (en)